# Centaurea doumerguei
Centaurea doumerguei là một loài thực vật có hoa trong họ Cúc. Loài này được Faure & Maire mô tả khoa học đầu tiên năm 1933.